# غاري ميديل
غاري ألكسيس ميديل سوتو (بالإسبانية: Gary Alexis Medel Soto)‏ (مواليد 3 أغسطس 1987 في سانتياغو) لاعب كرة قدم تشيلي يلعب حاليًا لصالح نادي بولونيا بعد انتقاله من بشكتاش في عام 2019 بمبلغ 1مليون [[يورو]، وكان سابقاً يلعب مع نادي أشبيلية الإسباني وقبله مع بوكا جونيورز الأرجنتيني وانتر ميلان الايطالي.